# وزارت کشاورزی ایالات متحده آمریکا

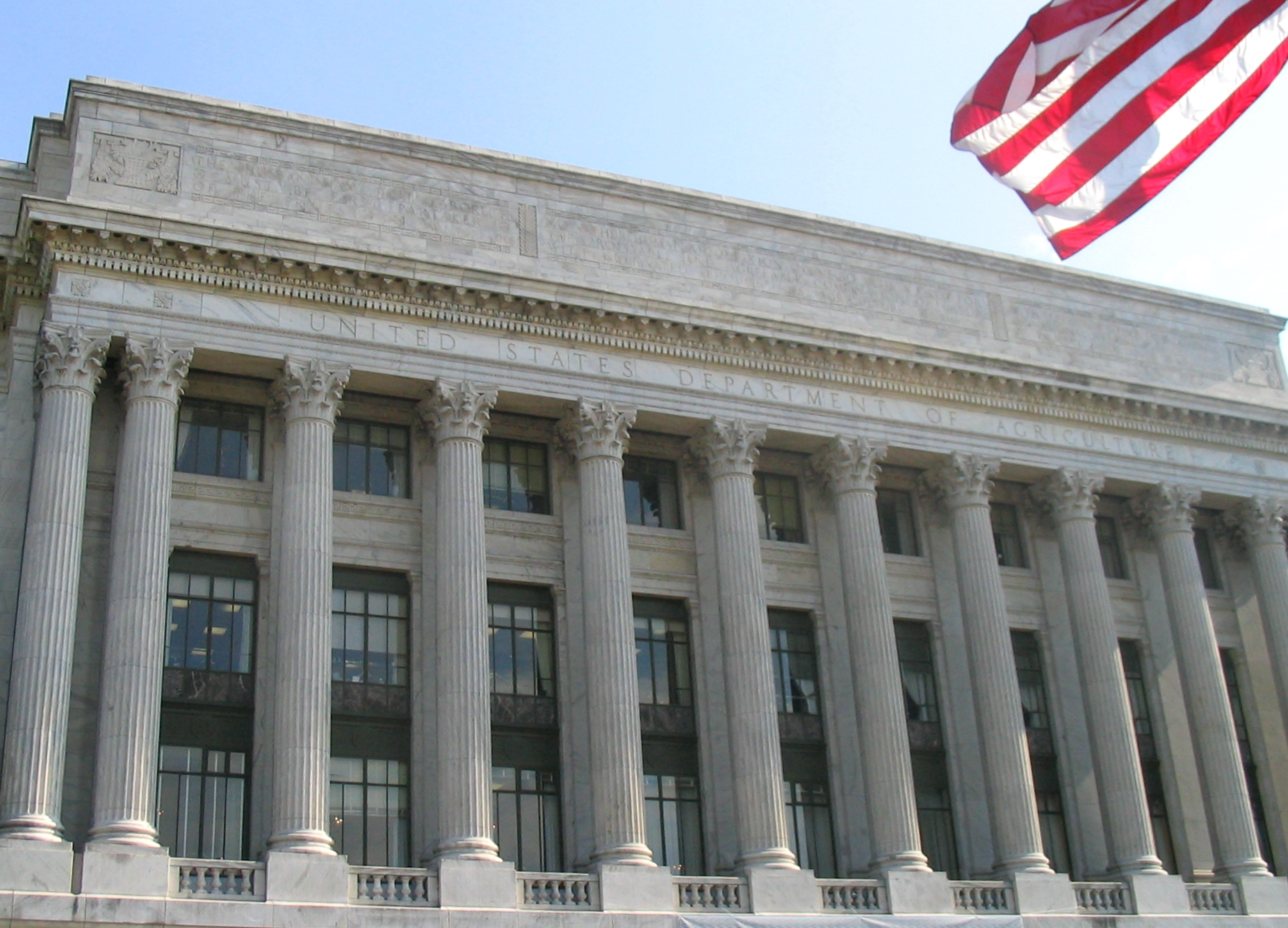
نمای وزارتخانه

وزارت کشاورزی ایالات متحده آمریکا (به انگلیسی: United States Department of Agriculture) یکی از پانزده وزارتخانه دولت فدرال ایالات متحده آمریکا است. این وزارتخانه یک وزارتخانه اجرایی دولت فدرال ایالات متحده است که هدف آن تأمین نیازهای کشاورزی تجاری و تولید مواد غذایی دامی، ترویج تجارت و تولید کشاورزی، تضمین ایمنی مواد غذایی ، حفاظت از منابع طبیعی، پرورش جوامع روستایی و پایان دادن به گرسنگی در ایالات متحده و سطح بین‌المللی است. ریاست این وزارتخانه بر عهده وزیر کشاورزی است که مستقیماً به رئیس جمهور ایالات متحده گزارش می‌دهد و عضوی از کابینه رئیس جمهور است . وزیر فعلی بروک رولینز است که از ۱۳ فوریه ۲۰۲۵ در این سمت خدمت می‌کند.

## تاریخچه
در 15 مه 1862، آبراهام لینکلن از طریق قانون موریل، وزارت کشاورزی مستقلی را تأسیس کرد که ریاست آن را یک کمیسر بدون عضویت در کابینه بر عهده داشت. این وزارت که تنها هشت کارمند داشت، وظیفه انجام تحقیقات و توسعه مربوط به «کشاورزی، توسعه روستایی ، آبزی‌پروری و تغذیه انسان به معنای کلی و جامع این اصطلاحات» را بر عهده داشت.  ایزاک نیوتن ، متخصص کشاورزی، به عنوان اولین کمیسر منصوب شد.  لینکلن آن را «وزارت مردم» نامید، زیرا بیش از نیمی از ملت در آن زمان، به طور مستقیم یا غیرمستقیم در کشاورزی یا تجارت محصولات کشاورزی مشارکت داشتند
در سال 1868، این وزارتخانه به ساختمان جدید وزارت کشاورزی در واشنگتن، که توسط معمار مشهور دی‌سی، آدولف کلاس، طراحی شده بود، نقل مکان کرد . این دپارتمان که در مرکز خرید ملی بین خیابان دوازدهم و چهاردهم جنوب غربی واقع شده بود، دفاتری برای کارکنان خود و کل عرض مرکز خرید تا خیابان B شمال غربی برای کاشت و آزمایش گیاهان داشت. 
در دهه 1880، گروه‌های مختلف مدافع برای کسب نمایندگی در کابینه لابی می‌کردند. صاحبان منافع تجاری به دنبال تشکیل وزارت بازرگانی و صنعت بودند و کشاورزان سعی می‌کردند وزارت کشاورزی را به رتبه کابینه ارتقا دهند. در سال 1887، مجلس نمایندگان و سنا لوایح جداگانه‌ای را تصویب کردند که به وزارت کشاورزی و کار جایگاه کابینه می‌داد، اما این لایحه پس از اعتراض صاحبان منافع کشاورزی به اضافه شدن نیروی کار، در کمیته کنفرانس رد شد . سرانجام، در سال 1889 به وزارت کشاورزی جایگاهی در سطح کابینه داده شد. 
در سال 1887، قانون هچ، بودجه فدرال برای ایستگاه‌های آزمایش کشاورزی در هر ایالت را فراهم کرد. سپس قانون اسمیت-لور در سال 1914 ، خدمات ترویجی تعاونی را در هر ایالت تأمین مالی کرد تا کشاورزی، اقتصاد خانه و سایر موضوعات را به عموم مردم آموزش دهد. با این مفاد و مفاد مشابه، وزارت کشاورزی ایالات متحده به هر شهرستان از هر ایالت دسترسی پیدا کرد. 

## ساختار
معاونت ها:
- معاون کارکنان وزارت کشاورزی
- معاون وزیر در امور تولید و حفاظت از مزارع
- معاون توسعه روستایی
- معاون  غذا، تغذیه و خدمات مصرف‌کننده
- معاون امور ایمنی مواد غذایی
- معاون  منابع طبیعی و محیط زیست
- معاون  امور بازاریابی و برنامه‌های نظارتی
- معاون امور تحقیقات، آموزش و اقتصاد
- معاون کشاورزی در امور تجارت و کشاورزی خارجی

## وب‌گاه رسمی
1. ↑  Etter, Lauren. "USDA Faulted Over Minority Farmers" (به انگلیسی). Retrieved 2025-08-06.
2. ↑  "Obama: USDA Should Not Undermine Legislation to Help Black Farmers | U.S. Senator Barack Obama". obama.senate.gov (به انگلیسی). Retrieved 2025-08-06.
3. ↑  "Native American Farmer and Rancher Class Action Settlement - Keepseagle v. Vilsack | NRCS Louisiana". web.archive.org (به انگلیسی). Retrieved 2025-08-06.